# فاليداميسين
فاليداميسين (بالإنجليزية: Validamycin)‏ هو مضاد حيوي ومبيد فطريات تنتجه المتسلسلة القؤوبة، ويُستخدم كمثبط لناقلة الطرهالة، حيثُ يستخدم للتحكم في لفحة غمد الرز وسقوط بادرات الخيار.